# Loin d'ici
"Loin d'ici" (en català: "Lluny d'aquí") és una cançó interpretada per la cantant, compositora i actriu austríaca Zoë Straub. La cançó es va publicar per descàrrega digital el 5 de febrer de 2016 mitjançant Global Rockstar Music, i va ser escrita per Zoë i Christof Straub. La cançó va representar Àustria al Festival de la Cançó d'Eurovisió 2016.
L'11 de gener de 2016 es va anunciar que Zoë seria una dels nou participants que competirien al programa austríac Wer singt für Österreich? 2016 (en català: "Qui cantarà per Àustria?"). En el transcurs de la final del programa, va quedar en quarta posició del jurat, però va aconseguir entrar a la superfinal com una de les dues millors interpretacions, on va acabar guanyant gràcies al vot dels teleespectadors. Així, va representar Àustria al Festival d'Eurovisió que es va celebrar a Estocolm, aconseguint la 13a posició a la Gran Final amb 151 punts.